# Pennalticola rectangulum
Pennalticola rectangulum är en fjärilsart som beskrevs av Emilio Berio 1973. Pennalticola rectangulum ingår i släktet Pennalticola och familjen nattflyn. Inga underarter finns listade i Catalogue of Life.